# 김규태 (연출가)
김규태는 대한민국의 텔레비전 드라마 연출감독이다.

## 드라마
- 2003년 KBS1 저녁 일일연속극 《노란 손수건》 ... 기획
- 2005년 KBS2 월화 미니시리즈 《이 죽일 놈의 사랑》 ... 공동연출
- 2008년 KBS2 월화 미니시리즈 《그들이 사는 세상》 ... 공동연출
- 2011년 JTBC 월화 미니시리즈 《빠담빠담… 그와 그녀의 심장박동소리》 ... 연출
- 2013년 SBS 드라마 스페셜 《그 겨울, 바람이 분다》 ... 연출
- 2014년 SBS 드라마 스페셜 《괜찮아, 사랑이야》 ... 연출
- 2016년 SBS 월화 미니시리즈 《달의 연인 - 보보경심 려》 ... 연출
- 2018년 tvN 주말 미니시리즈 《라이브》 ... 연출
- 2018년 tvN 주말 특별기획 드라마 《우리들의 블루스》 ... 공동연출
- 2024년 NETFILX 오리지널 시리즈 《트렁크》 ... 연출

## 수상내역
- 2006년 제42회 백상예술대상 TV부문 신인연출상
- 2010년 제46회 백상예술대상 TV부문 드라마 작품상
- 2010년 제3회 코리아드라마어워즈 연출상
- 2013년 제49회 백상예술대상 TV부문 연출상